# 邁蘭格科格爾山

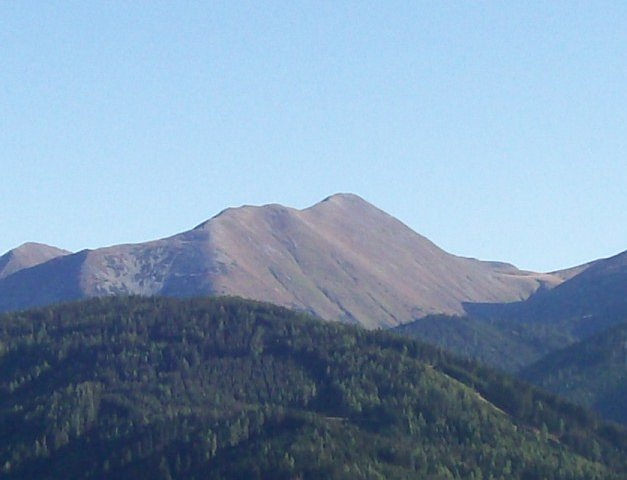

47°20′51″N 14°42′48″E / 47.347520°N 14.713461°E
邁蘭格科格爾山（德語：Maierangerkogel），是奧地利的山峰，位於該國東南部，由施泰爾馬克州負責管轄，屬於塞考爾陶恩山脈的一部分，海拔高度2,356米，山體由花崗岩和片麻岩組成。